# Кочо Дельов
Кочо Дельов, известен като Лерински, е български революционер, лерински войвода на Вътрешната македоно-одринска революционна организация.

## Биография
Дельов е роден в 1880 година в леринското село Кучковени, тогава в Османската империя, днес Перасма, Гърция. Влиза във ВМОРО и става войвода. През 1902 година е арестуван от властите и осъден на 15 години затвор. Лежи в Битоля.
След Младотурската революция е селски пъдар. Убит е от турци между леринските села Лесковец (Фламбуро) и Негован (Дросопиги) в 1910 година.